# 임신한 당신이 알아야 할 모든 것
《임신한 당신이 알아야 할 모든 것》(영어: What to Expect When You're Expecting)은 2012년 공개된 미국의 로맨틱 코미디 영화이다. 임신과 관련한 다양한 어려움을 겪는 다섯 커플의 사연을 따라간다.

## 출연
- 캐머런 디애즈 - 줄스 백스터 역
- 제니퍼 로페즈 - 홀리 카스티요 역
- 엘리자베스 뱅크스 - 웬디 쿠퍼 역
- 체이스 크로퍼드 - 마코 역
- 브루클린 데커 - 스카일러 쿠퍼 역
- 벤 팰콘 - 게리 쿠퍼 역
- 애나 켄드릭 - 로지 브레넌 역
- 매슈 모리슨 - 에번 웨버 역
- 데니스 퀘이드 - 램지 쿠퍼 역
- 크리스 록 - 빅 맥 역
- 호드리구 산토루 - 앨릭스 카스티요 역
- 조 맹거넬로 - 데이비스 역
- 롭 휴블 - 게이브 역
- 토머스 레넌 - 크레이그 역
- 레블 윌슨 - 재니스 역
- 웬디 매클렌던커비 - 캐라 역
- 드웨인 웨이드, 휘트니 포트, 메건 멀랠리 - 본인 역
- 킴 필즈 - 러네이 톰프슨 역
- 제너시스 로드리게스 - 코트니 역